# Karin Schweizer
Karin Schweizer (* 2. März 1959 in Mannheim) ist eine deutsche Psychologin, Professorin und seit dem 8. Oktober 2018 Rektorin der Pädagogischen Hochschule Weingarten.

## Leben und Berufsweg
Nach einer Ausbildung zur Erzieherin studierte sie an der Universität Mannheim Psychologie und Informatik und promovierte anschließend dort. Ihre Habilitation schloss sie 2002 ab. Bis 2010 war sie an verschiedenen Universitäten und Hochschulen in Deutschland wie Bonn, Heidelberg, Braunschweig, Wuppertal und Nürnberg sowie im Ausland tätig.
Karin Schweizer ist seit 2010 Professorin im Fach Pädagogische Psychologie an der Pädagogischen Hochschule Weingarten. Zwischen 2015 und 2018 war sie dort Prorektorin für Forschung und Weiterbildung und ist seit 2015 die Leiterin der Akademie für Wissenschaftliche Weiterbildung (AWW). Am 18. Juli 2018 wurde sie von Senat und Hochschulrat zur Rektorin der Pädagogischen Hochschule Weingarten gewählt. Sie trat damit die Nachfolge von Werner Knapp an und übernahm offiziell am 8. Oktober 2018 das Amt.
Seit 2022 ist sie Vorsitzende der Landesrektorenkonferenz der Pädagogischen Hochschulen.

## Forschungsschwerpunkte
Zu ihren Forschungsschwerpunkten gehören das Lehren und Lernen mit digitalen Medien, Medienkompetenz und Selbstkonzept, Personale Faktoren von Lehrkräften sowie die Entwicklung und Erfassung mentaler Modelle.

## Publikationen (Auswahl)
- S. Lukas, M. Bravo Granström, R. Klepser, K. Schweizer: Enabling skill and competence development through language mentors at the workplace. In: European Journal of University Lifelong Learning. Band 6, Nr. 2, 2022, S. 45–52.
- K. Goetz, M. Horn, B. Krauß, K. Schweizer: Wissen, Einstellungen oder normative Überzeugungen. Worauf kommt es an, wenn Lehrkräfte kompetenzorientierten Geographieunterricht durchführen wollen? In: Zeitschrift für Geographiedidaktik. Band 45, Nr. 2, 2020, S. 37–56.
- M. Bravo Granström, W. Müller, K. Schweizer, J. Stratmann: Akademie für wissenschaftliche Weiterbildung der PH Weingarten als Living Lab für Innovative Hochschulstrategien. In: Digitalisierung und Hochschulentwicklung – Proceedings zur 26. Tagung der Gesellschaft für Medien in der Wissenschaft e.V. Waxmann, Münster 2018, S. 122–127.
- G. Breuer, K. Schweizer, J. Schüttler, M. Weiß, A. Vladut: „Jump in at the deep end“: Simulator-based learning in acute care. In: Der Anaesthesist. Band 63, Nr. 1, 2014, S. 16–22.
- D. Gramß, D. Pantförder, B. Vogel-Heuser, K. Schweizer: Förderlichkeit des Einsatzes von 3D-Pattern und Slider für die Fehlererkennung bei der Überwachung von Prozessdaten – ein Vergleich von jüngeren und älteren Operatoren (Novizen). In: Zeitschrift für Arbeitswissenschaft.  Band 67, Nr. 1, 2013, S. 45–61.
- K. Schweizer: Presence Related Formal Aspects of Hedonic Valence in Mood Management: An Investigation of the Impact of Mediated Experiences on Induced Aggressive Mood. In: Presence: Teleoperators and Virtual Environment. Band 18, Nr. 3, 2009, S. 222–231.
- K. Schweizer: Priming in Spatial Memory: A Flow Model Approach. In: Spatial Cognition III. (= Lecture Notes in Computer Science. Band 2685: Lecture Notes in Artificial Intelligence). Springer, Berlin/Heidelberg 2003, S. 192–208.
- K. Schweizer: Steuerung und Moderation der netzbasierten  Wissenskommunikation. Peter Lang, Frankfurt am Main 2006.
- K. Schweizer: Strömt die Welt in unseren Köpfen? Kontiguität und Abruf in mentalen Karten. DUV, Wiesbaden 2004.
- B. Maier, M. Paechter, K. Schweizer: Training coherence and problem-solving skills in video conferences. In: International Journal of Psychology. Band 43, Nr. 3/4, 2008, S. 213.
- M. Horn, K. Schweizer: Raumwahrnehmung und Raumvorstellung: theoretische Überlegungen und empirische Befunde aus Psychologie und Geographie. In: Geographie und Schule. Band 49, Nr. 6, 2006, S. 4–11.
- H. M. Buhl, T. Herrmann, S. Katz, K. Schweizer: Knowledge acquisition and verbal linearization in spatial communication. In: Zeitschrift für Experimentelle Psychologie. Band 107, Nr. 3, 2001, S. 17–33.
- T. Herrmann, K. Schweizer: Sprechen über Raum. Sprachliches Lokalisieren und seine kognitiven Grundlagen. Huber, Bern 1998.